# Contea di Stanton (Nebraska)
La contea di Stanton (in inglese Stanton County) è una contea dello Stato del Nebraska, negli Stati Uniti. La popolazione al censimento del 2000 era di 6 455 abitanti. Il capoluogo di contea è Stanton.

## Comuni
- Stanton (city)
- Pilger (village)
- Woodland Park (CDP)